# トヨタ・ウィンダム
ウィンダム（WINDOM）は、トヨタ自動車が1991年から2006年にかけて生産・販売した前輪駆動方式の中型高級乗用車（Dセグメント）である。

## 概要
バブル景気で日本国内の高級車市場が拡大する中、大ヒットしていた三菱・ディアマンテに刺激を受けたトヨタが、従前の同社のラインナップからやや逸脱した新しいコンセプト（前輪駆動、V型エンジン）に基づき、北米市場をメインマーケットとして1991年9月に登場した。日本国外ではトヨタが展開する高級ブランド「レクサス」の中級モデル「ES」として販売される一方、日本国内では「ウィンダム」としてトヨタブランドから販売された。CMにおいても、初代から一貫してレクサスESの日本名がウィンダムであることを掲げていた。
当時、日本国内のトヨタ販売チャネルにおける2.5L～3.0Lクラスの中大型セダンとして、トヨタ店にはセルシオとクラウンが、トヨペット店にはセルシオとマークIIが、オート店にはアリストとチェイサーが、ビスタ店にはアリストとクレスタがそれぞれ存在した反面、大衆車中心のカローラ店には3.0Lクラスの大型クーペとしてスープラは存在したものの、中型セダンが存在しなかったため、ラインナップの穴を埋める目的もあった。
発売以来カローラ店の最上級車種であったが、2006年3月31日をもって日本国内での販売を終了し、ウィンダムと同じくカローラ店専売車種のカムリに統合される形となった。
2005年には日本国内でもレクサスブランドの展開が開始されたが、本車種についてはセルシオやアリストなどとは異なりレクサスへの移行はなされなかった。ただし、ウィンダムの販売終了から12年後の2018年10月には、7代目ESがレクサスブランドとして日本国内に導入されている。

## 初代 VCV10/VCV11型（1991年 - 1996年）
1991年9月発売。V20系カムリプロミネントの後継となる4ドアピラードハードトップで、XV10系北米カムリ（日本名：セプター）のプラットフォームがベースとなっている。当時のクラウンとほぼ同じボディサイズながら全高を低く抑え、ヘッドライトには4灯式のプロジェクターヘッドランプが採用されるなど、非常にスタイリッシュなプロポーションであった。エンジンは北米仕様であるレクサス・ESと同様の「3VZ-FE」型V型6気筒3.0L、グレードは当初「3.0」「3.0G」のみであった。駆動方式は前輪駆動のみで、カムリプロミネントで設定のあった4WSは設定されなかった。
テレビCMでは一般的な芸能人のタイアップを廃し、アメリカ人の実業家、大学教授、国際線の機長、NBAのヘッドコーチ（フィル・ジャクソン）など、レクサスが想定する顧客層（高収入・高学歴のホワイトカラー）が北米仕様のES300に乗車する様子の最後に「レクサスES300＝日本名ウィンダム」というナレーションを入れ「Are You WINDOM?」というシンプルなキャッチコピーで締めくくるなど、北米での高評価を意識した特徴的な構成だった。
- 1993年8月 - 一部改良。カムリプロミネントの2.5Lモデルを吸収する形で、4VZ-FE型 V6 2.5L搭載の「2.5」（VCV11型）が登場した。
- 1994年8月 - マイナーチェンジを実施、「2.5」グレードに装備を充実させた「2.5G」グレードの追加、ヘッドランプ・フォグランプ・テールランプ の意匠変更、またインテリアは、木目調パネル部分拡大や大型コンソールボックスの採用により内外装の質感が向上。3.0Lは新たにフレックスロックアップシステムを採用したECT-iEと組み合わされた。また、1995年には「2.5」グレードをベースとした「2.5レクスター」（LEXTER）という特別仕様車を設定した。

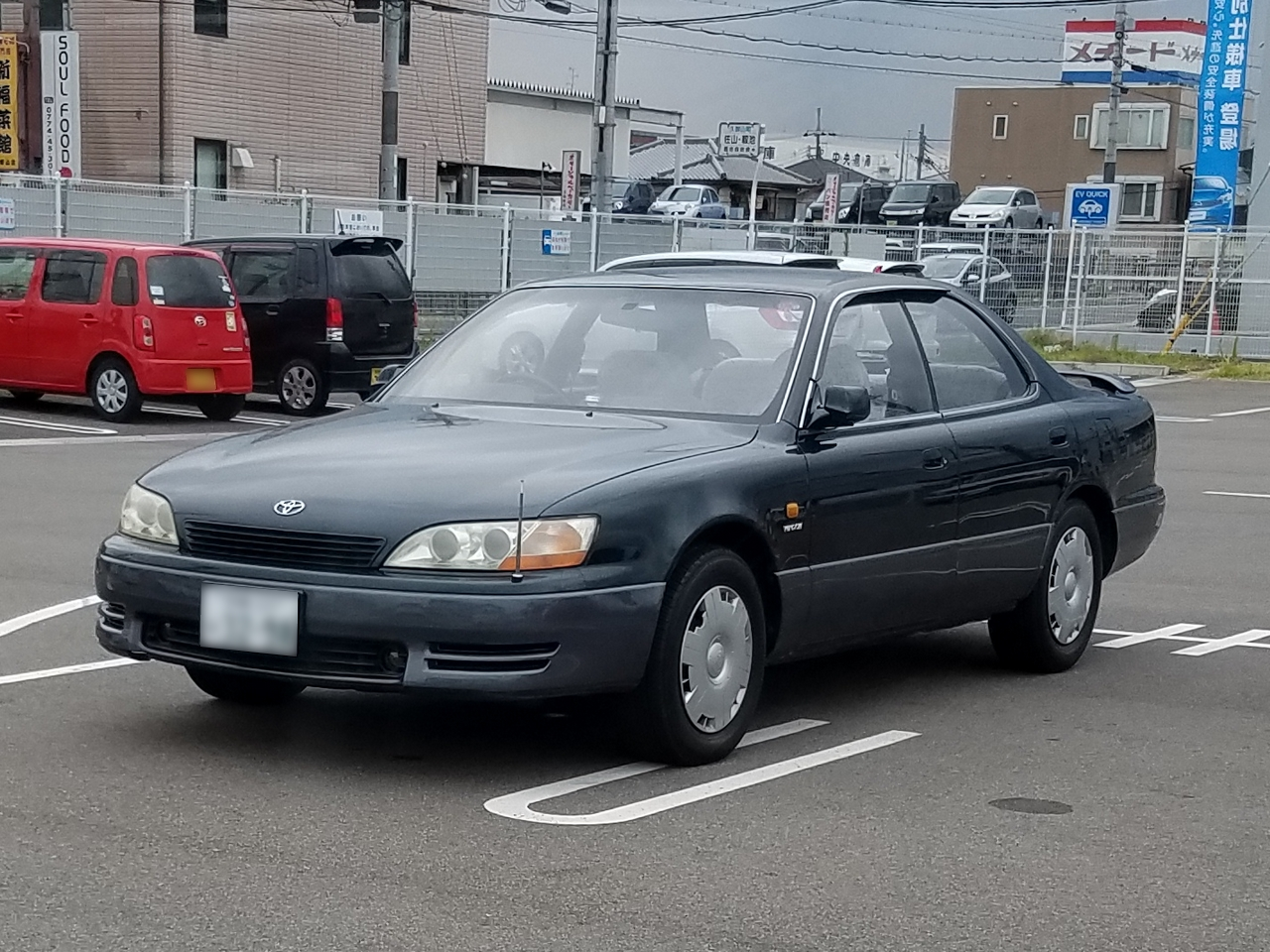
前期型 2.5 フロント
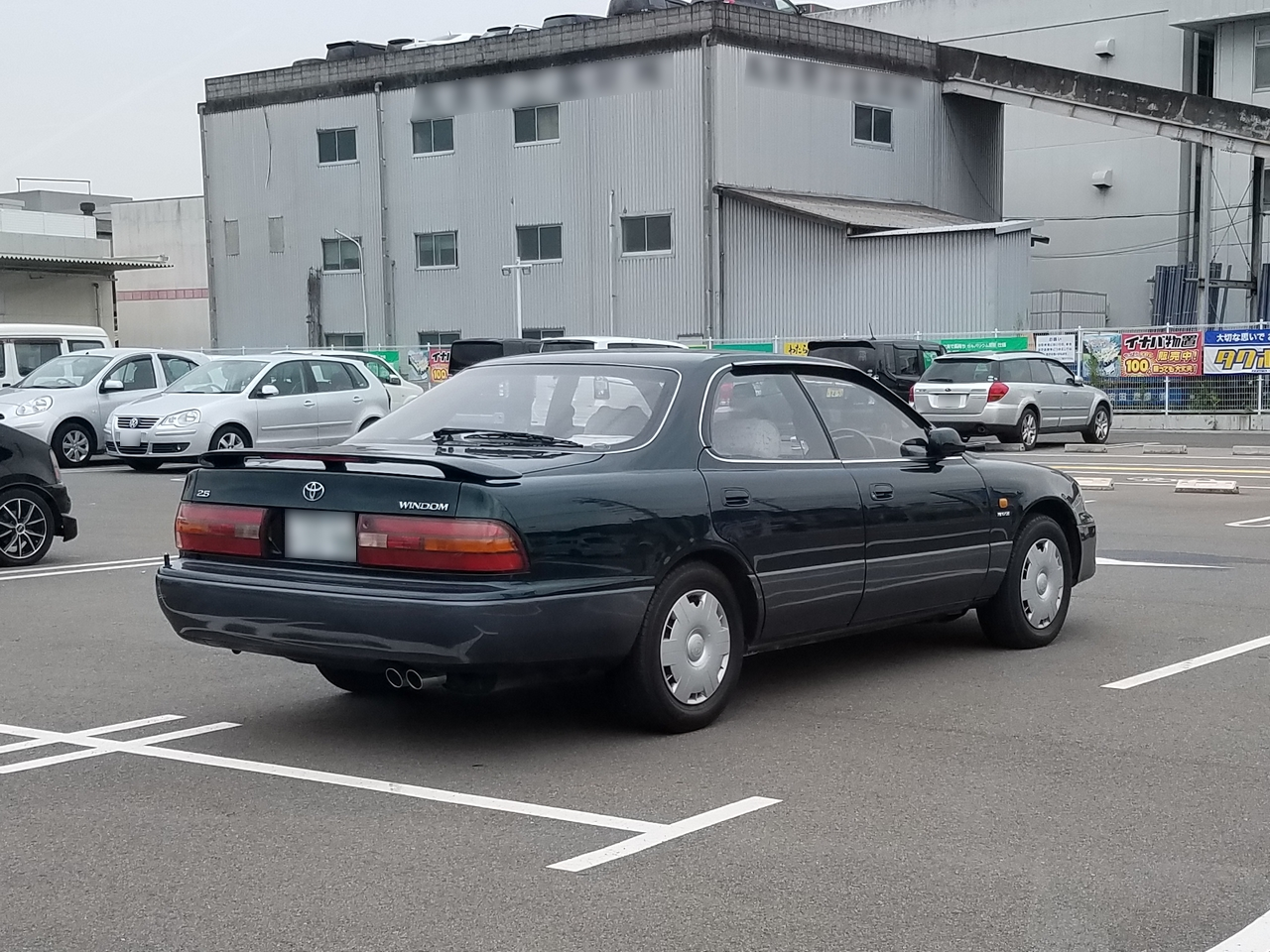
前期型 2.5 リア
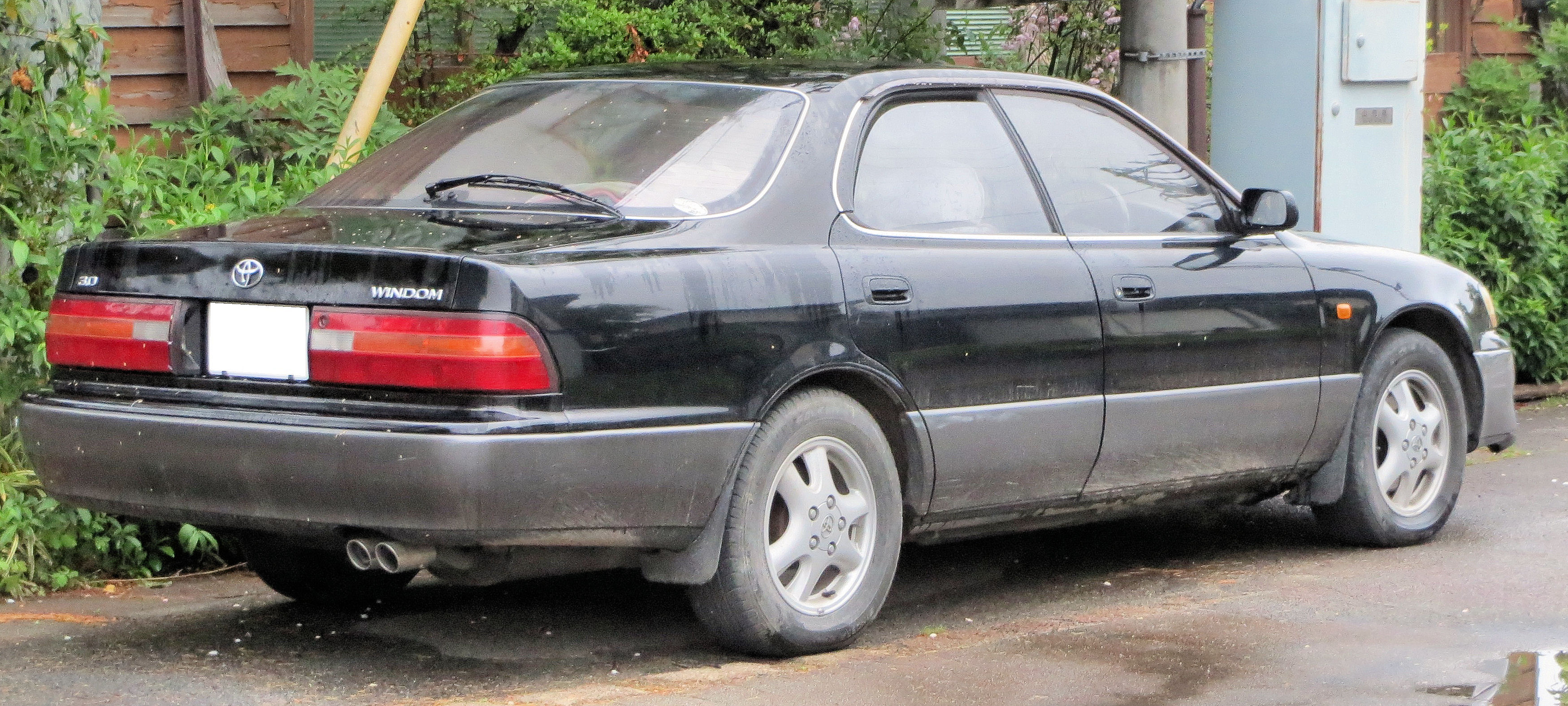
後期型 3.0 リア

## 2代目 MCV20/MCV21型（1996年 - 2001年）
初代と同様にカムリ（XV20系）のプラットフォームをベースに作られたピラードハードトップ型。ほぼキープコンセプトでのモデルチェンジとなり、エクステリアのイメージは初代のものを色濃く残している。ヘッドライトはプロジェクター式を廃し、当時普及しつつあったマルチリフレクター式ハロゲンランプが採用された。
このモデルからGグレードにカーナビゲーションシステム（マルチAVステーション。EMVではない）や、新開発のスカイフック・コントロール・サスペンション等が標準装備になった。エンジンはアバロン（MCX10）に搭載されていた「1MZ-FE」型V6 3.0L（MCV20）と新開発の「2MZ-FE」型V6 2.5L（MCV21）を搭載する。
グレードは「3.0G」「3.0X」「2.5G」「2.5X」のほか、1999年のマイナーチェンジ以降は、黒で統一した室内と専用16インチアルミホイールなどで差別化をした「クルージングエディション」がGグレードに追加された。駆動方式は前輪駆動のみ。
安全性能は大きく改善され、運転席/助手席エアバッグを全車標準装備とし、室内には衝撃吸収素材を採用、車体は衝突安全ボディー「GOA」を採用した。
特別仕様車として、3.0Xをベースにパール＋シルバーの専用ツートンボディカラー、純正の黒革シート、ムーンルーフを装備した「ブラックレザーパッケージ」が限定販売された。また、後述の「コーチエディション」も限定発売された。この代も、輸出仕様「レクサスES300（MCV20L）」は2.5Lエンジンの設定は無く、3.0Lエンジンのみであった。
- 1996年8月21日 - 発売。
- 1997年8月 - 一部改良を実施。全グレードにサイドエアバッグのオプション設定、プリテンショナー付きシートベルトにフォースリミッター機構を追加した。室内においては、シートの縫い目部分に縁が奢られた。
- 1998年8月 - 一部改良を実施。3.0Lエンジンに可変バルブタイミング機構を採用した。ATも変更し、3.0L車はSuper-ECT、2.5L車はECT-iEとなった。3.0Gと3.0Xにはブレーキアシストに加え、トヨタのFF車では初採用となるVSCを標準装備し、15インチアルミホイールにはスーパークロームメタリック塗装を施した。
- 1999年8月 - マイナーチェンジを実施。ヘッドライトを従来のハロゲン式から自動照射角度調整機能付のHIDディスチャージヘッドランプへの変更、フォグランプのクリアレンズ化、フロントバンパーやフロントグリル、テールランプの意匠、ナビゲーションシステムの変更（メディアROMをCDからDVDの変更、ディスプレイを5.8インチから6.5インチへ拡大）等が挙げられる。室内においては、木目調パネルのプリント柄が明るめになり、エアコンとオーディオパネル部分まで範囲を拡大、フルファブリックシートの柄変更、上下調節式リアヘッドレストが大型化されシートバック埋め込み型となった。Gグレードの本革巻きステアリングには木目調が追加され、クルージングエディションにはパーフォレーション加工を施した。スーパークロームメタリック塗装の15インチアルミホイールを2.5Gにも採用。3.0Xと2.5Xのカセット一体マルチ電子チューナーにCDを追加、マルチファンクションワイヤレスドアロックリモートコントロールがキー一体型となり、3.0L車にはセキュリティシステム（エンジンイモビライザー）が装備された。

1999年（前期型）、2000年、2001年には3.0Gと2.5Gをベースにアメリカのブランドコーチの皮革でシート縫製を行った特別限定車「コーチエディション」を発売。専用ボディカラーのスパークリングゴールドメタリックの設定やゴールドエンブレム、鏡面光沢メッキ仕様のアルミホイール、専用柄の木目調パネル（2000年と2001年モデルのみ）になるほか、契約者にはコーチブランドのボストン/トートバッグやセルラーホンケース等が贈呈された。最後の2001年には「コーチクルージングエディション」も兼ねて発売された。
先代同様、従来のトヨタ車の雰囲気から少々逸脱した異軸性をもつFF高級セダンとして、日本国内において当初ある程度の販売台数を保っていたが、モデル後半には徐々に販売台数が低下しつつあった。
2024年現在、トヨタが市販した乗用車としては最後の4ドアハードトップである。

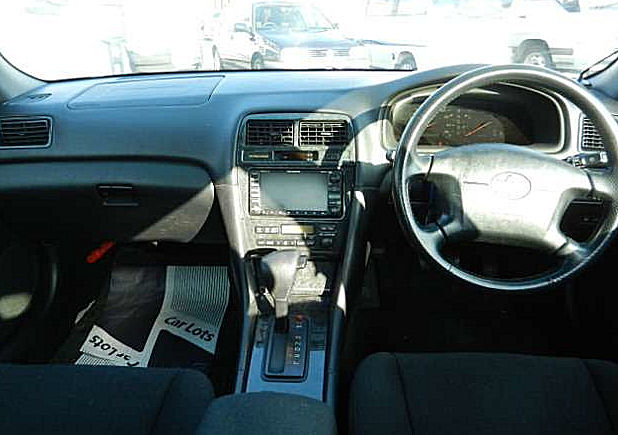
2.5G クルージングエディション 運転席

## 3代目 MCV30型（2001年 - 2006年）
CV30系カムリと共通のプラットフォームを採用。この代よりドアにサッシュを持つ一般的な4ドアセダンとなり、ピラードハードトップであった初代および2代目との大きな相違点となった。
ボディはホイールベースが延長された一方で前後オーバーハングも削られたため、全長は2代目とほぼ変わらない。ボディに厚みが増したことによってルックスも大きく変化し、彫りの深さと曲面を多用した彫刻的な造形が表現された。リアビューも大きく変化し、それまでのセルシオルックから一転、シャープさとスポーティさを両立した大胆な構えとなった。全高と全幅も拡大され、特に後席の居住性が増して頭上空間のゆとりに向上が見られた。
新型発売に際し、広告では「新しく生まれ変わったレクサスクオリティ」と称して、品質の向上もアピールした。初代から定評のあった静粛性においては新防音材「NCL」を採用し、遮音から吸音をメインにすることで全回転域のエンジンノイズやロードノイズが低減図られた。また、ボンネットやフェンダー、ドアにゴム製の見切りシールを採用し、ルーフやピラーには発泡剤を充填することで風切り音の低減も図られた。
インテリアは独立3眼メーターを筆頭とし、ゲート式のシフトレバーを採用。シフトレバー部分からドアトリムには木目調パネルがあしらわれる。スカイフックTEMSのダイヤル位置においては、先代ではシフトレバーの下部にあり、カップホルダーを開くとダイヤルが隠れて使用できない欠点があったが、シフトレバーの左側へ配置変更することで改善された。後席にはエアコン吹き出し口の追加や60mm広がったセンターアームレストを採用。シートはボリュームアップすると共にヒップポイントを上げ、むち打ち症対策のWILコンセプトに対応することで快適性と安全性の確立が図られた。
安全面では、リアシートにはヘッドレストを3名分備え、北米方式の3点支持式チャイルドシートも装着できる固定アンカーを装着。衝撃の大きさに合わせて最適な展開をするデュアルステージ式となった前席SRSエアバッグ、SRSカーテンシールドエアバッグ、SRSサイドエアバッグの全てが全車標準装備となった。また、自動防眩ECミラーや雨天感知式ワイパー・拡散式ウォッシャーノズル、ヒーター付きレインクリアリングミラーなどといった、運転するにおいて高い視認性確保が期待できる装備を積極的に採用した。
エンジンは2.5Lが廃止となり、1MZ-FE型 V6 3.0Lエンジンのみになる。グレードは「3.0G」「3.0X」。2代目同様、GグレードにはマルチAVステーションと、スカイフックTEMSの進化系「H∞TEMS」が標準となる。最上級グレードのG-リミテッドエディションには、木目調＋本革巻きのステアリングホイールとシフトレバーノブ、電動リヤサンシェード、クルーズコントロール、TRC、VSCが追加装備され、外観には専用エンブレムを装着した。また、室内を黒で統一したブラックセレクションを全グレードに設定き、価格は据え置きでクールな室内が選べるようになった。なお、特別仕様車や限定車の販売はなかった。
トランスミッションは4速ATから5速AT（5 Super ECT）に多段化される。駆動方式は前輪駆動のみ。
輸出仕様となるレクサス・ESの名称は、当初は「1MZ-FE」型V6 3.0Lエンジン搭載の「ES300」（MCV30L）のみであったが、その後北アメリカ・中南米・韓国・台湾向けが「ES330」となり、「3MZ-FE」型V6 3.3L（3,310cc）を搭載（MCV31L）、東南アジア・オセアニア・中東向けが「ES300」となり、従来通り「1MZ-FE」型V6 3.0Lエンジン（MCV30L）を搭載している。
本モデルの初期のカタログには、2001年9月11日に発生したアメリカ同時多発テロ事件によって破壊された世界貿易センタービルが背景に写っているページが存在したが、事件後すぐにカタログが改訂され、当該ページの背景は差し替えられた。
- 2001年8月21日 - 3代目発売。
- 2003年7月23日 - カムリとともに一部改良を実施、カーナビゲーションを最新型へ変更し、オーディオ部をカセットからMDに変更。さらに、G-BOOK（テレマティクスサービス）にも対応可能とした。さらに、TRCとVSCが3.0Gにもセットオプションとして追加された。
- 2004年7月6日 - カムリとともにマイナーチェンジを実施、前後外観パーツの意匠変更、快適装備を追加した。ヘッドライトはプロジェクター式に変更（オートレベリング機能付き）、さらにフォグランプを丸型に変更しメッキリングが施された。また、フロントグリルは外枠がメッキ化され、横バーが4本から5本となり繊細さが増した。なお、ボンネットのCIマークの位置はこれまでより若干下がり、ラジエターグリルとの調和を図った。フロントバンパーのグリルは黒い格子からボディ同色の横バー1本となった。これらの変更により、前期型に見られた少々大味過ぎたルックスに明確な締まりと存在感を確立した。リヤコンビネーションランプはプロジェクター風の丸目4灯へ変更。リヤフェンダーへ回り込んだ部分のレンズは、海外仕様の場合はリフレクターが3本あるが、国内仕様はヘッドライトの光に反射しない素材へ変更されている。なお、ナンバープレート上のガーニッシュには細いメッキモールがさりげなく奢られた。室内はそれまでの赤木目調パネルと比較し、木目柄が細かくなり一層リアリティが増したライトブラウンになり、太陽光が当たるとゴールドに近い輝きを放つとても明るいものへと変更し上質感が増した。それに伴い、内装色のベージュもこれまでよりも若干明るい色調へ変更された。黒統一室内のブラックセレクションは赤木目調パネルのままとなる。センタークラスターは黒い樹脂からガンメタリック樹脂へと変更し、木目調パネル同様に太陽光が当たると特に美しい輝きを放つ。3.0GのみセットオプションだったTRCとVSCは3.0Xにも設定が拡大され安全性に貢献した。任意の声をフロントパーソナルランプ両脇にあるマイクに向かって発することでボイスナビゲーションやオーディオ、携帯電話のハンズフリーを設定・操作してくれる音声認識機能も搭載、されにこれらに対応したステアリングスイッチも追加された。
- 2006年 - 月販100台を割り込むなど販売不振が深刻化。同年2月[3]に生産を終了し、同年3月[4]に販売を終了。これによりウィンダムは3代15年の歴史に終止符を打ち、同時にカローラ店から6気筒エンジンを搭載したセダンが消滅した[注釈 4]。後継は2006年1月30日にモデルチェンジしたXV40系カムリとなる。

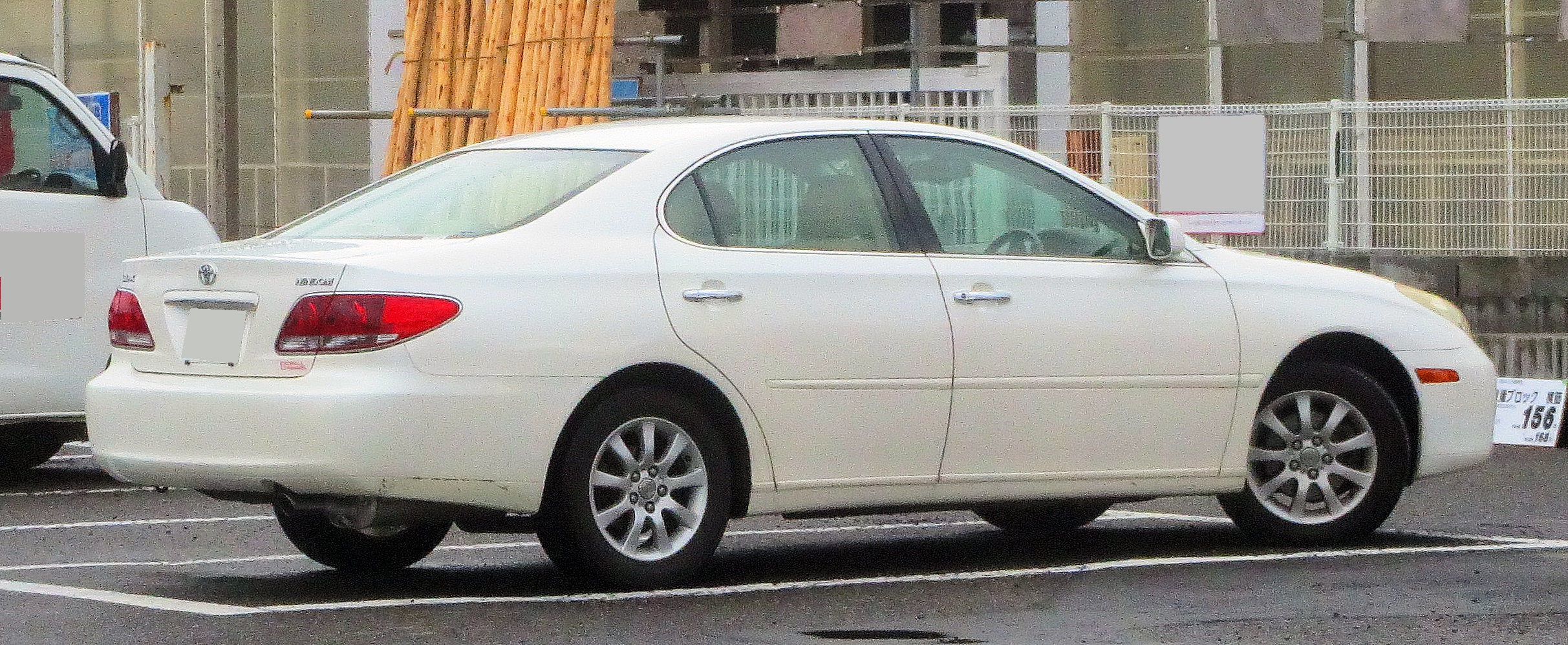
3.0G 後期型・リヤ
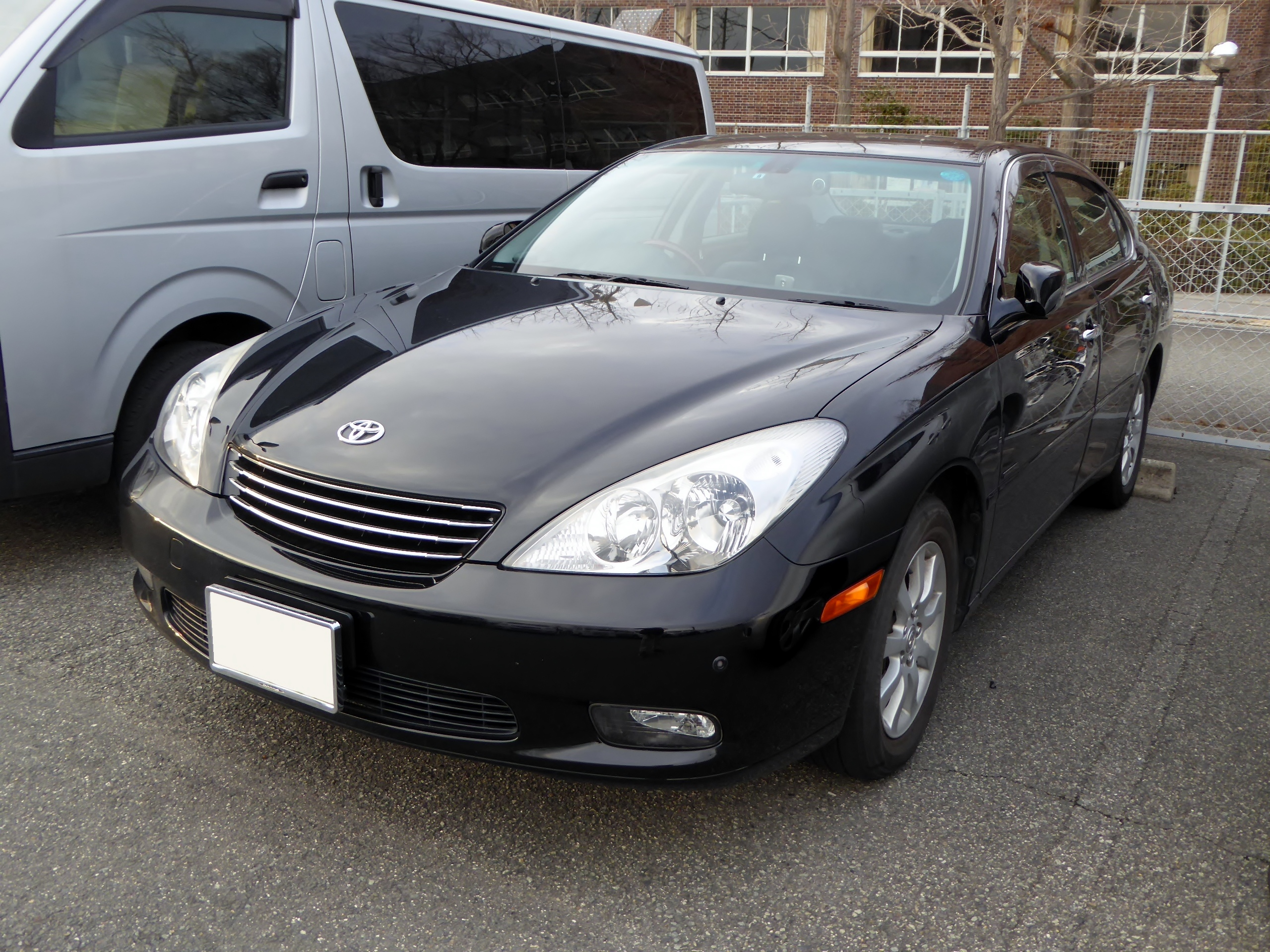

## 車名の由来
- 英語で「勝つ」と言う意味の「WIN」と、「状態」を意味する「DOM」を組み合わせ、「勝っている状態」と言う意味を込めて作られた造語。